# ソ・ヒョンジン
ソ・ヒョンジン（ハングル：서현진、1985年2月27日 - ）は、韓国の女優、歌手。女性アイドルグループ『M.I.L.K』の元メンバー。

## 出演
太字は、主演作品。

### テレビドラマ
- ファン・ジニ（2006年、KBS） - カウン役
- H.I.T. -女性特別捜査官-（2007年、MBC） - ヒジン役
- チャクペ〜相棒〜（2011年、MBC） - ダリ役
- 神々の晩餐 - シアワセのレシピ -（2012年、MBC） - ハ・インジュ / ソン・ヨヌ役[2]
- 馬医（2012年 - 2013年、MBC） - 昭容（ソヨン）チョ氏役
- オ・ジャリョンが行く!（2012年 - 2013年、MBC） - ナ・ジンジュ役
- 火の女神ジョンイ（2013年、MBC） - シム・ファリョン役[3]
- 帝王の娘 スベクヒャン（2013年 - 2014年、MBC） - ソルラン / スベクヒャン役[4]
- 三銃士（2014年、tvN） - カン・ユンソ役[5]
- ゴハン行こうよ2（2015年、tvN） - ペク・スジ役[6]
- また!?オ・ヘヨン～僕が愛した未来～（2016年、tvN） - オ・ヘヨン役[7]
- キスして幽霊！〜Bring it on, Ghost〜（英語版）（2016年、tvN）
- 浪漫ドクター キム・サブ（2016年 - 2017年、SBS） - ユン・ソジョン役[8]
- 愛の温度（2017年、SBS） - イ・ヒョンス役[9]
- 美味しい初恋～ゴハン行こうよ～（2018年、tvN） - ペク・スジ役
- 僕が見つけたシンデレラ～Beauty Inside～（2018年、JTBC） - ハン・セゲ役[10]
- ブラックドッグ～新米教師コ・ハヌル～（2019年 - 2020年、tvN） - コ・ハヌル役[11]
- 青春の記録（2020年、tvN） - イ・ヒョンス役（特別出演）[12][13]
- 君は私の春（2021年、tvN） - カン・ダジョン役[14]
- なぜオ・スジェなのか（2022年、SBS）- オ・スジェ役[15]
- トランク（2024年、Netflix）- ノ・インジ役

### 映画
- 愛なんていらない（英題：Love Me Not）（2006年）
- ストーリーオブワイン（英題：Story of Wine）（2008年）
- 愉快なお手伝い（2008年）[16]
- 手品（2010年）
- 恥ずかしくて（2010年）
- 桃の木～シャム双子の悲しい物語～（2012年）
- グッバイ・シングル（2016年）[17][18]
- 大好きだから（2016年）[19]
- カシオペア（2022年）

### ミュージカル
- シンデレラ（2015年）- シンデレラ役[20]

### バラエティ
- セクションTV芸能通信（2014年、MBC）[21]
- SNS遠征隊とりあえず飛ばして（2014年、SBS）[22]
- 現場トークショー TAXI（2015年、tvN）[23]

### 広告
- CARLYN（2016年）[24]
- AGATHA PARIS（2017年）[25]

## 雑誌
- 「HIGH CUT」175号（2016年）[26]
- 「InStyle」2016年8月号[27]
- 「ELLE」2016年9月号[28]
- 「marie claire」2017年1月号[29]
- 「HIGH CUT」194号（2017年）[30]
- 「THE STAR」2017年4月号[31]
- 「marie claire」2017年9月号[32]
- 「GRAZIA」2017年10月号[33]
- 「BAZAAR」2018年1月号[34]

## 賞とノミネート

### 受賞
- 2011年「MBC演技大賞 新人女優賞」（『チャクペ〜相棒〜』）[35]
- 2012年「MBC演技大賞 優秀女優賞」（『神々の晩餐』『オ・ジャリョンが行く！』）
- 2013年「第6回コリアドラマアワード 優秀女優賞」（『オ・ジャリョンが行く！』）
- 2016年「第5回APANスターアワード 優秀女優賞」（『また!?オ・ヘヨン』）
- 2016年「第1回tvN10アワード 最優秀女優賞」（『また!?オ・ヘヨン』）
- 2016年「第1回tvN10アワード ボンサン賞」（『また!?オ・ヘヨン』）
- 2016年「SBS演技大賞 優秀女優賞」（『浪漫ドクターキム・サブ』）[36]
- 2016年「SBS演技大賞 10代スター賞」（『浪漫ドクターキム・サブ』）[37]
- 2016年「SBS演技大賞 ベストカップル賞 with ユ・ヨンソク」（『浪漫ドクターキム・サブ』）[38]
- 2017年「第53回百想芸術大賞 TV部門最優秀女優賞」（『また!?オ・ヘヨン』）[39]
- 2017年「第30回グリメ大賞 最優秀演技者賞」（『愛の温度』） [40]
- 2018年「第7回大韓民国ベストスター賞 最優秀ドラマスター賞」（『僕が見つけたシンデレラ～Beauty Inside～』）[41]
- 2019年「第53回納税者の日 大統領表彰」[42]
- 2019年「国税庁広報大使委任式」[43]
- 2020年「ブランドロイヤリティ大賞 女性ドラマ部門」

### ノミネート
- 2011年「第4回コリアドラマアワード 新人女優賞」（『チャクペ〜相棒〜』）
- 2013年「MBC演技大賞 優秀女優賞」（『帝王の娘 スベクヒャン』）
- 2014年「第3回APANスターアワード 優秀女優賞」（『帝王の娘 スベクヒャン』）
- 2015年「第8回コリアドラマアワード 優秀女優賞」（『ゴハン行こうよ2』）
- 2016年「第5回APANスターアワード ベストカップル賞 with ムン・ジョンヒョク」（『また!?オ・ヘヨン』）[44][45]
- 2016年「第9回コリアドラマアワード 最優秀女優賞」（『また!?オ・ヘヨン』）
- 2016年「第1回tvN10アワード ベストキス賞 with ムン・ジョンヒョク」（『また!?オ・ヘヨン』）
- 2017年「SBS演技大賞 最優秀女優賞」（『愛の温度』）
- 2018年「第13回Soompiアワード 最優秀女優賞」（『愛の温度』）
- 2018年「第13回Soompiアワード ベストキス賞 with ヤン・セジョン」（『愛の温度』）
- 2018年「第13回Soompiアワード ベストカップル賞 with ヤン・セジョン」（『愛の温度』）
- 2019年「第14回Soompiアワード 最優秀女優賞」（『僕が見つけたシンデレラ～Beauty Inside～』）
- 2019年「第14回Soompiアワード ベストカップル賞」（『僕が見つけたシンデレラ～Beauty Inside～』）
- 2021年「第7回APANスターアワード 最優秀女優賞」（『ブラックドッグ』）